# Рейнальдо Біньйоне
Рейна́льдо Бені́то Анто́ніо Біньйо́не (ісп. Reynaldo Benito Antonio Bignone, *21 січня 1928 — 7 березня 2018) — аргентинський військовик, генерал, який фактично займав посаду президента Аргентини з 2 липня 1982 по 10 грудня 1983 року.

## Коротка біографія
Біньйоне був членом військової хунти, яка перебувала при владі в Аргентині з 1976 до 1983 року. У перші роки правління хунти генерал Біньйоне обіймав посаду командувача військовою базою Кампо—Майо, на території якої був розташований табір для політв'язнів. З 1982 до 1983 року Біньйоне був президентом Аргентини — останнім представником хунти, що займав цю посаду.
За час перебування при владі хунти в Аргентині, за офіційними даними, загинули або зникли безвісти близько 13 тисяч осіб, за даними правозахисних організацій, загиблих було не менше 30 тисяч.
Після падіння хунти багато її членів було засуджено до тривалих термінів ув'язнення, проте потрапили під амністію. У 2005 році амністія щодо екс-членів хунти була скасована, і суди знову взялися за розгляд їхніх справ. Близько 200 членів хунти були засуджені до різних термінів покарання, було відновлено розслідування справ стосовно ще близько 800 колишніх військових і поліцейських.
20 квітня 2010 року 82-річного Біньйоне засудили до 25 років в'язниці за скоєння 56 злочинів у часи військової диктатури.
29 грудня 2011 року 83-річний Рейнальдо Біньйоне, який вже відбував довічне ув'язнення, був засуджений до нового покарання — 15 років в'язниці. Новий вирок був винесений Біньйоне за його участь у діяльності так званого «Шале» — центру для утримання заарештованих політичних опонентів хунти, організованому в лікарні біля Буенос-Айреса. В «Шале» затримані піддавалися тортурам. Разом з Біньйоне суд Буенос-Айреса виніс вироки ще п'ятьом колишнім високопоставленим військовикам, яких також визнали винними у 56 епізодах злочинів, зокрема у тортурах і незаконному позбавленні волі. Вони засуджені до ув'язнення на термін від 17 до 25 років. 28 травня 2016 року Біньйоне отримав ще один вирок — його було засуджено на 20 років позбавлення волі за участь в операції «Кондор».